# Боби (Польща)
Боби (пол. Boby) — село в Польщі, у гміні Пултуськ Пултуського повіту Мазовецького воєводства.
Населення — 202 особи (2011).
У 1975-1998 роках село належало до Цехановського воєводства.

## Демографія
Демографічна структура станом на 31 березня 2011 року:
|          | Загалом | Допрацездатний вік | Працездатний вік | Постпрацездатний вік |
| -------- | ------- | ------------------ | ---------------- | -------------------- |
| Чоловіки | 96      | 16                 | 68               | 12                   |
| Жінки    | 106     | 22                 | 55               | 29                   |
| Разом    | 202     | 38                 | 123              | 41                   |